# Helen Chandler
Helen Chandler est une actrice américaine née le 1er février 1906 à Charleston, Caroline du Sud (États-Unis), décédée le 30 avril 1965 à Hollywood (Californie).

## Filmographie
- 1927 : The Music Master (en) d'Allan Dwan : Jenny
- 1927 : The Joy Girl d'Allan Dwan : Flora
- 1929 : Mother's Boy : Rose Lyndon
- 1929 : Salute de John Ford et David Butler : Nancy Wayne
- 1929 : Le Vautour (The Sky Hawk) de John G. Blystone : Joan Allan
- 1930 : Rough Romance de A.F. Erickson : Marna Reynolds
- 1930 : Outward Bound : Ann
- 1930 : Mothers Cry d'Hobart Henley : Beattie Williams
- 1931 : Dracula de Tod Browning : Mina Harker
- 1931 : Daybreak (en) de Jacques Feyder : Laura Taub
- 1931 : Salvation Nell de James Cruze : Nell Saunders
- 1931 : Le Dernier Vol (The Last Flight) de William Dieterle : Nikki
- 1931 : Fanny Foley Herself de Melville W. Brown : Lenore
- 1931 : Orages (A House Divided) de William Wyler : Ruth Evans
- 1932 : Vanity Street de Nick Grinde : Jeanie
- 1932 : Behind Jury Doors de B. Reeves Eason : Elsa Lanfield
- 1933 : La Phalène d'argent (Christopher strong) de Dorothy Arzner : Monica Strong
- 1933 : Alimony Madness de B. Reeves Eason : Joan Armstrong
- 1933 : Dance Hall Hostess de B. Reeves Eason : Nora Marsh
- 1933 : Goodbye Again de Michael Curtiz : Elizabeth Clochessy
- 1933 : The Worst Woman in Paris? de Monta Bell : Mary Dunbar
- 1934 : Radio Parade of 1935 d'Arthur B. Woods : Joan Garland
- 1934 : Long Lost Father d'Ernest B. Schoedsack : Lindsey Lane
- 1934 : Midnight Alibi (en) d'Alan Crosland : Abigail 'Abbie' Ardsley as a Girl
- 1934 : Unfinished Symphony de Willi Forst et Anthony Asquith : Emmie Passeuter
- 1935 : It's a Bet d'Alexander Esway : Clare
- 1938 : Mr. Boggs Steps Out de Gordon Wiles : Oleander Tubbs